# Scandiumsulfat
Scandiumsulfat ist eine anorganische chemische Verbindung des Scandiums aus der Gruppe der Sulfate.

## Gewinnung und Darstellung
Scandiumsulfat kann durch Eindampfen einer mit Schwefelsäure versetzten Lösung von Scandiumnitrat und Erhitzen des Rückstands gewonnen werden.

## Eigenschaften
Scandiumsulfat ist ein farbloser kristaller Feststoff, der sehr gut löslich in Wasser ist. Geringe Mengen an Schwefelsäure im Wasser setzen die Löslichkeit jedoch stark herab. Er besitzt eine trigonale Kristallstruktur mit der Raumgruppe R3 (Raumgruppen-Nr. 148). Die Verbindung liegt bei Raumtemperatur als Pentahydrat vor, der bei etwa 100 °C in das Dihydrat übergeht. Es existiert auch ein Octahydrat. Ab etwa 600 °C zersetzt sich die Verbindung und bis 850 °C bildet sich Scandiumoxid.

## Verwendung
Scandiumsulfat wird in Lösung für die Keimung von Saatgut verwendet.